# 中银投资
中银集团投资有限公司（英文：BANK OF CHINA GROUP INVESTMENT LIMITED，简称中银投资、中银投），是中国银行股份有限公司（简称“中国银行”）于1984年12月在香港成立的全资附属机构，是中国银行的专业投资管理公司。公司主营业务包括企业股权投资、基金投资、不动产投资、不良资产投资等。

## 附属机构
- 中银投资有限公司
- 澳门南通信托投资有限公司
- 中银投资浙商产业基金管理有限公司
- 中银城市发展资产管理（上海）有限公司
- 中银信达资产管理有限公司
- 广州银晖资产服务有限公司
- 新中物业管理有限公司